# Rasht
Rasht (en persa,رَشت، به زبان گیلکی رِشت, en guilakí, Resht; también puede verse transliterado Räsht) es la capital de la provincia de Guilán en el noroeste de Irán y la ciudad más grande en la costa del mar Caspio. Es un centro comercial entre el Cáucaso, Rusia e Irán usando el puerto de Bandar-e Anzali. También es centro turístico con el Masouleh en las montañas cercanas y las playas del mar Caspio como principal atractivo. Rasht tenía una población estimada de 679,995 personas en 2016.
Durante la historia iraní, Rasht siguió siendo una ciudad fronteriza y uno de sus apodos históricos fue "dār al-marz" (Tierra Fronteriza).
Algunos de los barrios famosos de Rasht son: Gulsar (Golsar), Safsar, Khamiran y Kurdmahale (Kordmahaleh).

## Historia
Históricamente ha sido un lugar de transporte que conectaba Irán con el extranjero, ganándose la ciudad el apodo de "Puerta de Europa". Durante la Primera Guerra Mundial vivió aquí Mīrzā Kūchak Khān, luchando contra la ocupación rusa de Guilán. Durante esa guerra los rusos y los británicos, conjuntamente, atacaron la ciudad de Rasht. Cuando el Ejército Rojo conquistó Bakú en 1918, la armada del Ejército Blanco se asiló en el puerto de Anzali, controlado por los británicos. El comandante de la Armada Roja los persiguió y tomó el puerto de Anzali, con lo que el ejército británico se retiró. Con este acontecimiento los revolucionarios de Guilán se animaron a establecer un gobierno antibritánico bajo el liderazgo de Mīrzā Kūchak Khān. Las fuerzas británicas evacuaron la ciudad y marcharon a Bagdad. Finalmente, el ejército iraní derrotó el movimiento y se firmó un tratado con la URSS después del cual ésta evacuó la ciudad

## Geografía y clima
| Climograma de Rasht | Climograma de Rasht | Climograma de Rasht | Climograma de Rasht | Climograma de Rasht | Climograma de Rasht | Climograma de Rasht | Climograma de Rasht | Climograma de Rasht | Climograma de Rasht | Climograma de Rasht | Climograma de Rasht |
| --- | ------------------- | ------------------- | ------------------- | ------------------- | ------------------- | ------------------- | ------------------- | ------------------- | ------------------- | ------------------- | ------------------- |
| E | F                   | M                   | A                   | M                   | J                   | J                   | A                   | S                   | O                   | N                   | D                   |
| 148 10 2 | 119 10 3            | 111 13 5            | 62 19 9             | 53 24 14            | 38 28 18            | 40 30 20            | 74 30 20            | 143 27 17           | 230 22 13           | 171 18 8            | 166 13 4            |
| temperaturas en °C • totales de precipitación en mm |                     |                     |                     |                     |                     |                     |                     |                     |                     |                     |                     |
| Conversión sistema imperial\| E \| F \| M \| A \| M \| J \| J \| A \| S \| O \| N \| D \| \| 5.8 50 36 \| 4.7 50 37 \| 4.4 55 41 \| 2.4 66 48 \| 2.1 75 57 \| 1.5 82 64 \| 1.6 86 68 \| 2.9 86 68 \| 5.6 81 63 \| 9.1 72 55 \| 6.7 64 46 \| 6.5 55 39 \| \| temperaturas en °F • totales de precipitación en pulgadas \| \| \| \| \| \| \| \| \| \| \| \| |                     |                     |                     |                     |                     |                     |                     |                     |                     |                     |                     |
| E | F                   | M                   | A                   | M                   | J                   | J                   | A                   | S                   | O                   | N                   | D                   |
| 5.8 50 36 | 4.7 50 37           | 4.4 55 41           | 2.4 66 48           | 2.1 75 57           | 1.5 82 64           | 1.6 86 68           | 2.9 86 68           | 5.6 81 63           | 9.1 72 55           | 6.7 64 46           | 6.5 55 39           |
| temperaturas en °F • totales de precipitación en pulgadas |                     |                     |                     |                     |                     |                     |                     |                     |                     |                     |                     |

| Parámetros climáticos promedio de Rasht, Irán | Parámetros climáticos promedio de Rasht, Irán | Parámetros climáticos promedio de Rasht, Irán | Parámetros climáticos promedio de Rasht, Irán | Parámetros climáticos promedio de Rasht, Irán | Parámetros climáticos promedio de Rasht, Irán | Parámetros climáticos promedio de Rasht, Irán | Parámetros climáticos promedio de Rasht, Irán | Parámetros climáticos promedio de Rasht, Irán | Parámetros climáticos promedio de Rasht, Irán | Parámetros climáticos promedio de Rasht, Irán | Parámetros climáticos promedio de Rasht, Irán | Parámetros climáticos promedio de Rasht, Irán | Parámetros climáticos promedio de Rasht, Irán |
| Mes                                           | Ene.                                          | Feb.                                          | Mar.                                          | Abr.                                          | May.                                          | Jun.                                          | Jul.                                          | Ago.                                          | Sep.                                          | Oct.                                          | Nov.                                          | Dic.                                          | Anual                                         |
| --------------------------------------------- | --------------------------------------------- | --------------------------------------------- | --------------------------------------------- | --------------------------------------------- | --------------------------------------------- | --------------------------------------------- | --------------------------------------------- | --------------------------------------------- | --------------------------------------------- | --------------------------------------------- | --------------------------------------------- | --------------------------------------------- | --------------------------------------------- |
| Temp. máx. abs. (°C)                          | 30                                            | 31                                            | 34.6                                          | 37                                            | 37.6                                          | 37                                            | 37                                            | 37.2                                          | 40                                            | 37.4                                          | 36                                            | 32                                            | 40                                            |
| Temp. máx. media (°C)                         | 10.8                                          | 10.9                                          | 13.1                                          | 19.0                                          | 24.2                                          | 28.3                                          | 30.5                                          | 29.9                                          | 26.8                                          | 21.7                                          | 17.7                                          | 13.6                                          | 20.5                                          |
| Temp. mín. media (°C)                         | 1.9                                           | 2.5                                           | 5.1                                           | 9.3                                           | 14.2                                          | 18.0                                          | 20.2                                          | 19.8                                          | 17.2                                          | 12.8                                          | 8.3                                           | 4.2                                           | 11.1                                          |
| Temp. mín. abs. (°C)                          | -19                                           | -18                                           | -6.4                                          | -2                                            | 3.6                                           | 5                                             | 11                                            | 9                                             | 7                                             | 1                                             | -4                                            | -10                                           | -19                                           |
| Lluvias (mm)                                  | 147.9                                         | 119.2                                         | 111.3                                         | 61.6                                          | 53.3                                          | 38.7                                          | 40.2                                          | 73.8                                          | 142.6                                         | 130.2                                         | 170.7                                         | 166.0                                         | 1255.5                                        |
| Días de lluvias (≥ 1 mm)                      | 11.7                                          | 10.7                                          | 12.0                                          | 8.6                                           | 7.7                                           | 4.3                                           | 3.7                                           | 6.8                                           | 9.5                                           | 12.3                                          | 10.7                                          | 11.4                                          | 109.4                                         |
| Horas de sol                                  | 89.9                                          | 79.1                                          | 71.3                                          | 114.0                                         | 161.2                                         | 204.0                                         | 210.8                                         | 167.4                                         | 138.0                                         | 108.5                                         | 93.0                                          | 86.8                                          | 1524.0                                        |
| Humedad relativa (%)                          | 84                                            | 85                                            | 84                                            | 80                                            | 78                                            | 74                                            | 74                                            | 77                                            | 82                                            | 86                                            | 85                                            | 85                                            | 81.2                                          |
| Fuente n.º 1: World Climate                   |                                               |                                               |                                               |                                               |                                               |                                               |                                               |                                               |                                               |                                               |                                               |                                               |                                               |
| Fuente n.º 2: Shahrekord Meteorology Database |                                               |                                               |                                               |                                               |                                               |                                               |                                               |                                               |                                               |                                               |                                               |                                               |                                               |

## Historia

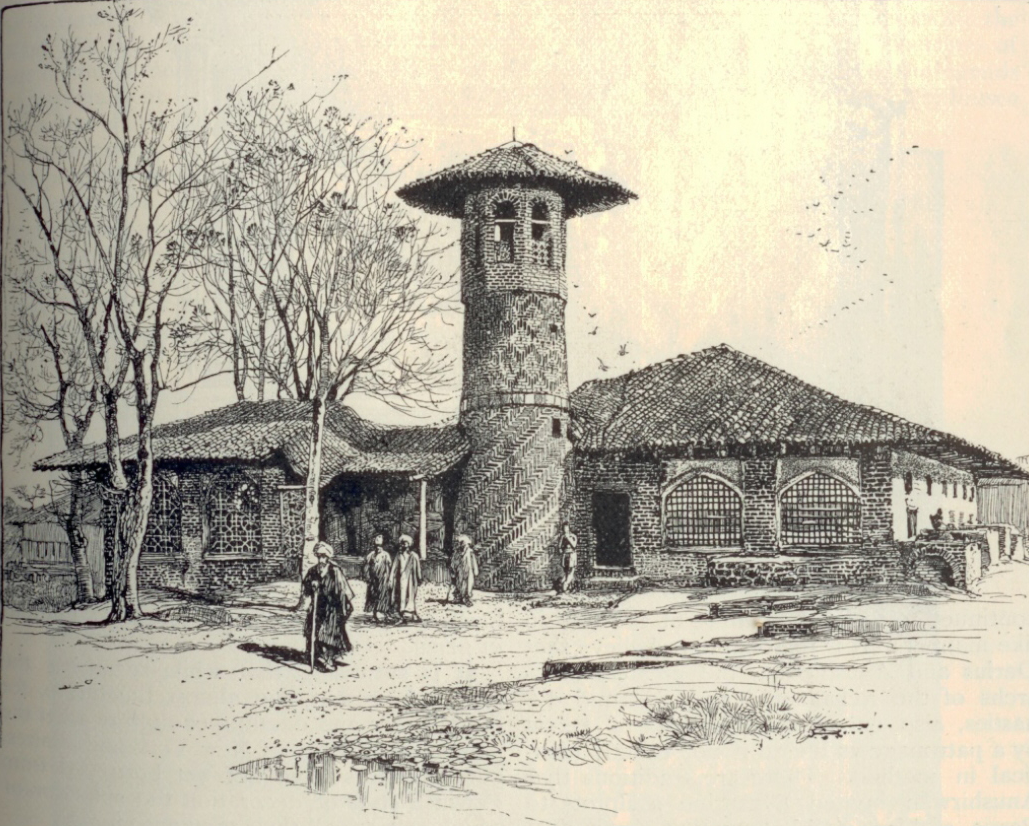
Una antigua mezquita en Rasht, 1886.

Rasht es mencionada por primera vez en los documentos históricos en el año 682, pero ciertamente es más antigua. Stenka Razin, un señor de la guerra cosaco, asaltó la ciudad en 1669. En 1714 Rasht resultó destruida por un terremoto. Sufrió la ocupación de los ejércitos de Pedro el Grande de Rusia (1722-1734) durante la guerra ruso-persa de 1722-1723. En 1901 una gran plaga devastó la ciudad. La gente de Rasht también tuvo un papel principal en la Revolución Constitucional de Irán. Se constituyó el primer consejo municipal en el año 1907. De 1917 a 1920 los ejércitos ruso y británico lucharon en la ciudad portuaria de Bandar-e Anzali y Rasht. Los británicos se retiraron y los rusos ocuparon la región. En 1920 los rusos bolcheviques incendiaron el bazar por lo que muchos ciudadanos marcharon a un exilio temporal. En 1920 - 1921 tuvo su capital en Rasht la efímera República Socialista Soviética de Persia. En 1937 estalló una revuelta, por el deseo de cobrar un "impuesto de carretera" de los rusos, y fue reprimida. La primera universidad que se estableció en Rasht data de 1974.